# 볼보 9900
볼보 9900(영어: Volvo 9900)은 스웨덴 볼보버스사가 생산하는 대형 코치로 2001년에 볼보 B12-600 모델의 후속 차종으로 출시되었다. 2005년에 잠시 단종되었다가, 2007년에 재출시되었다가, 2018년부터 멕시코 시장용으로 도입되고 있는 9800과 동일한 사양으로 풀체인지되어 현재에 이르고 있다. 이로써 17년동안 계속 사용된 장수 디자인은 막을 내렸다.

## 사진

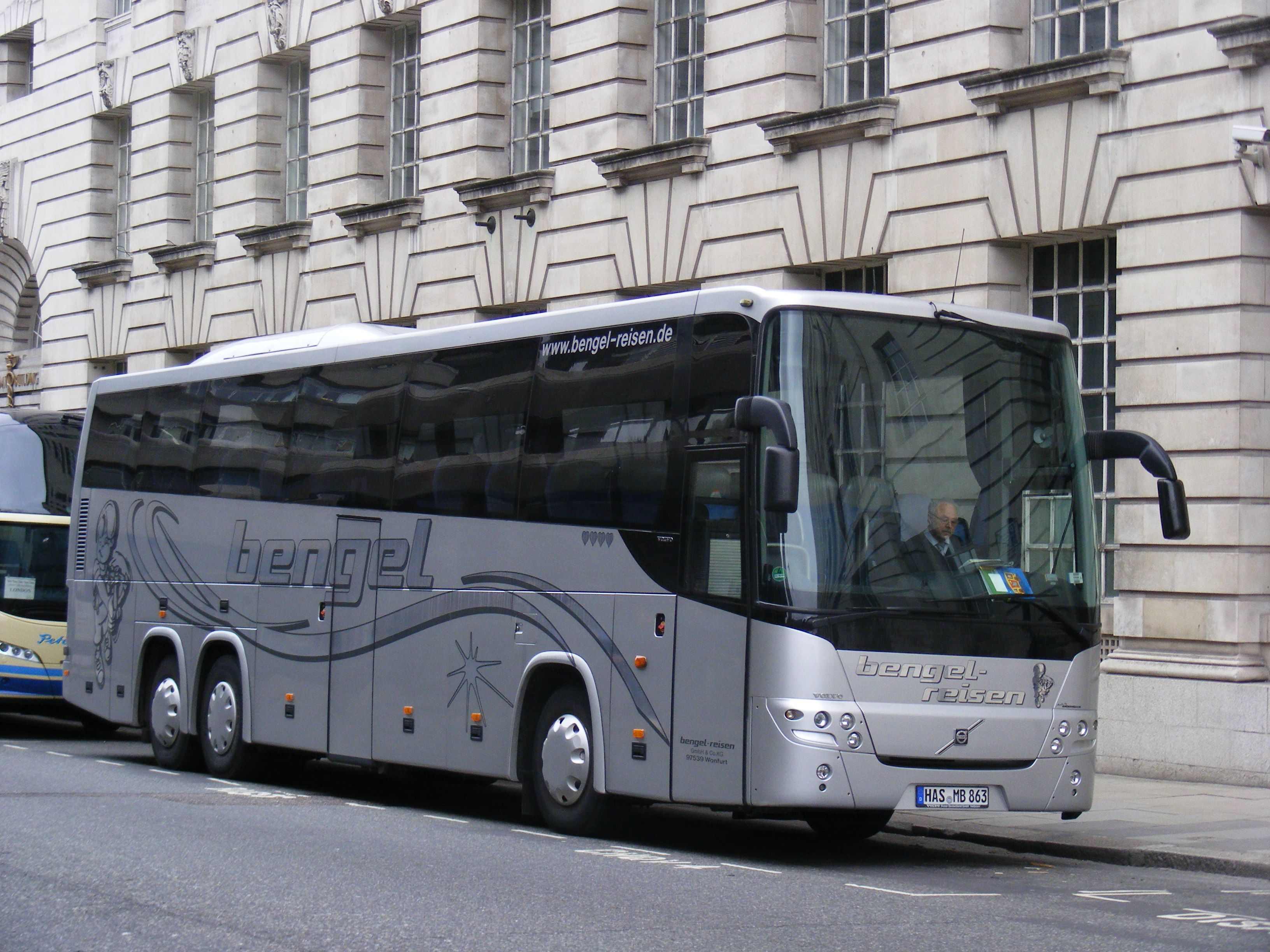
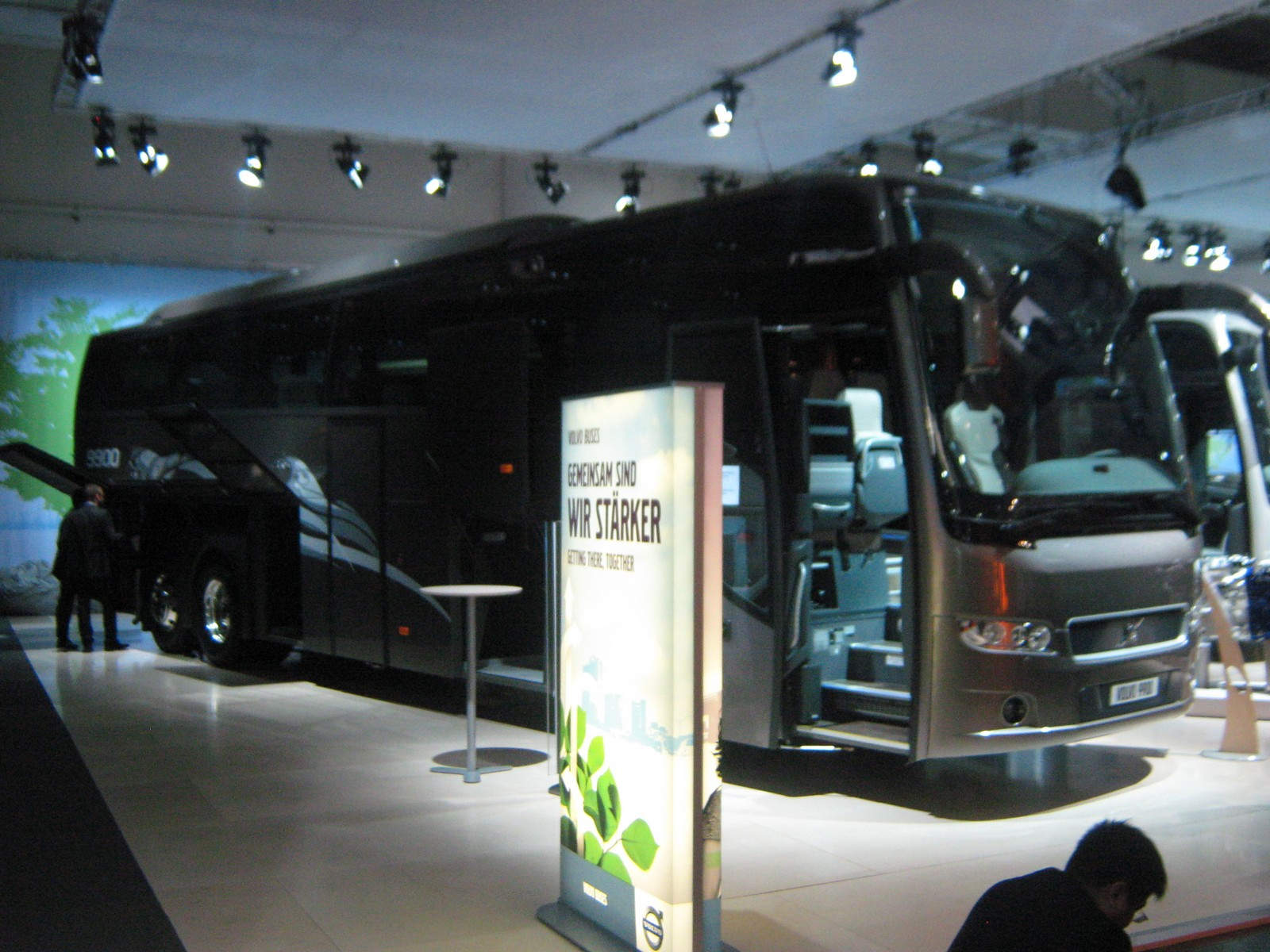